# Epipleoneura capilliformis
Epipleoneura capilliformis – gatunek ważki z rodziny łątkowatych (Coenagrionidae). Występuje w lasach Amazonii; stwierdzono go w Brazylii i Gujanie.